# سیکانست آیلند (ماساچوست)
سیکانست آیلند (به انگلیسی: Seconsett Island) یک منطقهٔ مسکونی در ایالات متحده آمریکا است که در شهرستان برنستبل، ماساچوست واقع شده‌است. سیکانست آیلند ۰٫۲۸ کیلومتر مربع مساحت و ۱۰۰ نفر جمعیت دارد و ۵ متر بالاتر از سطح دریا واقع شده‌است.